# Symsarna
Symsarna (Zymza) – rzeka, prawobrzeżny dopływ Łyny o długości 38,51 km.
Rzeka wypływa z Jeziora Luterskiego, dalej płynie obok wsi Żardeniki, przed Jezioranami przepływa przez jezioro Ławki. Za Jezioranami przepływa przez Jezioro Wojtówko, dalej zasilana jest ciekiem wodnym z jeziora Kokowo. Koło wsi Ustnik przyjmuje wody z rozlewiska położonego na północ od tej miejscowości. Po minięciu wsi Potryty wpływa do jeziora Blanki. Dalej płynie przez wieś Maków i wpływa do jeziora Symsar. Poniżej tego jeziora płynie w zwartej dolinie, jest tu uregulowana, dolina jest wcięta do kilkunastu metrów. Po wypłynięciu z jeziora przez wieś Medyny dociera do Lidzbarka Warmińskiego, gdzie uchodzi do Łyny.
W Jezioranach nad jarem Symsarny do XVIII w. wznosił się zamek biskupów warmińskich. Rozlewisko koło wsi Ustnik powstało na terenie wcześniej osuszonego jeziora. W 1991 roku utworzono tam faunistyczny rezerwat przyrody Ustnik.
Zlewnia rzeki zbudowana jest głównie z glin zwałowych oraz piasków i żwirów wodnolodowcowych, ma charakter typowo rolniczy, dominują grunty orne, łąki i pastwiska występują głównie w dolinie rzeki. Tereny leśne znajdują się w okolicy jezior Blanki i Symsar.